# MS Józef Conrad
MS Józef Conrad – polski drobnicowiec należący do Polskich Linii Oceanicznych. W służbie w latach 1961–1973; złomowany w 1974 roku. Nazwany na cześć Josepha Conrada.
Statek zbudowano w jugosłowiańskiej stoczni Brodogradilište w Rijece jako jeden z trzech statków przeznaczonych na linię południowoamerykańską. Został zwodowany 4 marca 1961 roku, a służbę rozpoczął 10 listopada.
W styczniu 1966 r. na jego pokładzie wyruszył w wielomiesięczną podróż do Indonezji śladami Josepha Conrada polski pisarz i dziennikarz Andrzej Braun. Przywiezione przez Brauna materiały wykorzystane zostały do napisania dwóch książek: reportażu pt. Śladami Conrada i albumu Conrad dotknięcie Wschodu.
Swój ostatni rejs zakończył wejściem do Hajfongu w Wietnamie Północnym 31 maja 1972 roku, był to 25. rejs tego statku. Razem ze statkami „Kiliński” i „Moniuszko”, statek został uwięziony w porcie, który zaminowało amerykańskie wojsko. Z dokumentów amerykańskich wynika jednak, że MS „Józef Conrad” wszedł do portu już po zaminowaniu wejścia do niego. W czerwcu część załóg polskich statków zwolniono ze służby i odesłano do kraju, pozostawiając załogi szkieletowe. W czasie postoju w porcie, 20 grudnia 1972 roku około godziny 4.30, statek został uszkodzony w czasie bombardowania Hajfongu przez amerykańskie lotnictwo, które realizowało operację Linebacker II. Działania te trwały łącznie od 18 do 29 grudnia, prowadzone siłami 7. Armii Powietrznej i lotnictwa pokładowego Zespołu 77 Marynarki Wojennej. W ramach akcji Amerykanie prowadzili codzienne naloty na Hanoi i Hajfong oraz na inne cele w pobliżu tych miast.
W chwili nalotu na pokładzie znajdowało się 28 osób, z których zginęły trzy, a jedna zmarła później w wyniku obrażeń. Rannych zostało kolejnych trzech marynarzy.
Po zakończeniu bombardowań władze portu zwróciły się do armatora (PLO) o usunięcie statku z portu, w związku z czym do Wietnamu Północnego udała się delegacja Polskiego Ratownictwa Okrętowego (PRO). Statek został poddany oględzinom. Według opisu z dokumentacji został trafiony dwiema bombami, a pożar wywołany bombardowaniem spowodował wypalenie nadbudówki i śródokręcia. Ponadto w maszynowni i dwóch ładowniach znajdowała się woda, która dostała się przez uszkodzone poniżej linii wodnej poszycie. Po oględzinach zdecydowano o przygotowaniu statku do holowania do stoczni w celu podjęcia decyzji o jego dalszym losie.
Następnie podpisano między PLO i PRO umowę o wydobycie statku, a jako wynagrodzenie statek miał stać się własnością PRO. 27 sierpnia 1973 roku wrak został przekazany PRO. Uszczelniono dziury w kadłubie, wypompowano wodę z maszynowni i 2 października 1973 roku MS „Józef Conrad” zdołał dotrzeć na holu do stoczni złomowej Yau Wing Metal Co. Ltd. w Hongkongu. Na początku 1974 roku statek sprzedano stoczni złomowej w Kaohsiung na Tajwanie, dokąd doprowadzono go w połowie marca i pocięto na złom.
Rząd Polski otoczył rodziny ofiar nalotu opieką i przekazał im pomoc materialną, a ofiary zostały pośmiertnie odznaczone Krzyżami Kawalerskimi Orderu Odrodzenia Polski oraz odznaczeniami północnowietnamskimi.